# Koleken
Koleken („pocházející z hlíny a vody“) byl abelisauridní teropod s jediným známým druhem Koleken inakayali. Jednalo se o menšího dravého dinosaura, žijícího na území současné Argentiny (provincie Chubut) v období pozdní křídy (geologický stupeň maastricht, asi před 71,7 milionu let). Fosilie tohoto teropoda byly objeveny v sedimentech geologického souvrství La Colonia.

## Objev a popis
V roce 2015 byl objeven pouze jeden nedospělý fosilní exemplář (sbírkové označení MPEF-PV 10826), který zahynul v minimálním věku 6 let. Od většího příbuzného rodu Carnotaurus se lišil některými detaily v anatomií lebky, obratlů a kostí končetin. Typový druh K. inakayali byl formálně popsán v květnu roku 2024.

## Zařazení
Koleken spadá do čeledi Abelisauridae, kladů Brachyrostra, Furileusauria a tribu Carnotaurini. Jeho nejbližšími příbuznými jsou rody Niebla, Carnotaurus a Aucasaurus.